# Roscinda Nolasquez
Roscinda Nolasquez (1892 – 4 de febrero de 1987) fue miembro del pueblo amerindio de los cupeños y la última hablante de la lengua cupeña del Sur de California.
Su padre, Salvador Nolasquez (1861-1934), había sido un importante dirigente de la tribu. En 1895 quedó huérfana de madre y desde entonces fue educada por su abuela. En 1903 fue trasladada con toda la tribu a la reserva india Pala, donde vivió el resto de su vida. Trabajó en varios oficios y hacia los años sesenta dio clases de cupeño en las escuelas de la reserva. En 1974 participó en la fundación del Centro Cultural Cupa.
En los últimos años de su vida hizo un esfuerzo considerable para documentar y preservar la lengua cupeña, trabajando con lingüistas como Jane Hassler Hill y Roderick Jacobs.  Junto con Hill editó una colección de historias bilingües cupeño-inglés.

## Obras
- Hill, Jane; Nolasquez, R. (1973). Mulu'wetam: the First People: Cupeño Oral History and Language. Malki Museum Press.
- Roscinda Nolasquez y Anne Galloway (1975): I'i Muluwet: First Book of Words in the Cupeño Indian Language of Southern California. Pala, Calif: Alderbooks.